# Miguel Delibes de Castro
Miguel Delibes de Castro (Valladolid, 12 de febrero de 1947) es un biólogo español. Durante ocho años fue el director de la Estación Biológica de Doñana, y está considerado como la máxima autoridad mundial sobre el lince ibérico.

## Biografía
Es el primero de los siete hijos del matrimonio compuesto por Miguel Delibes y Ángeles de Castro.

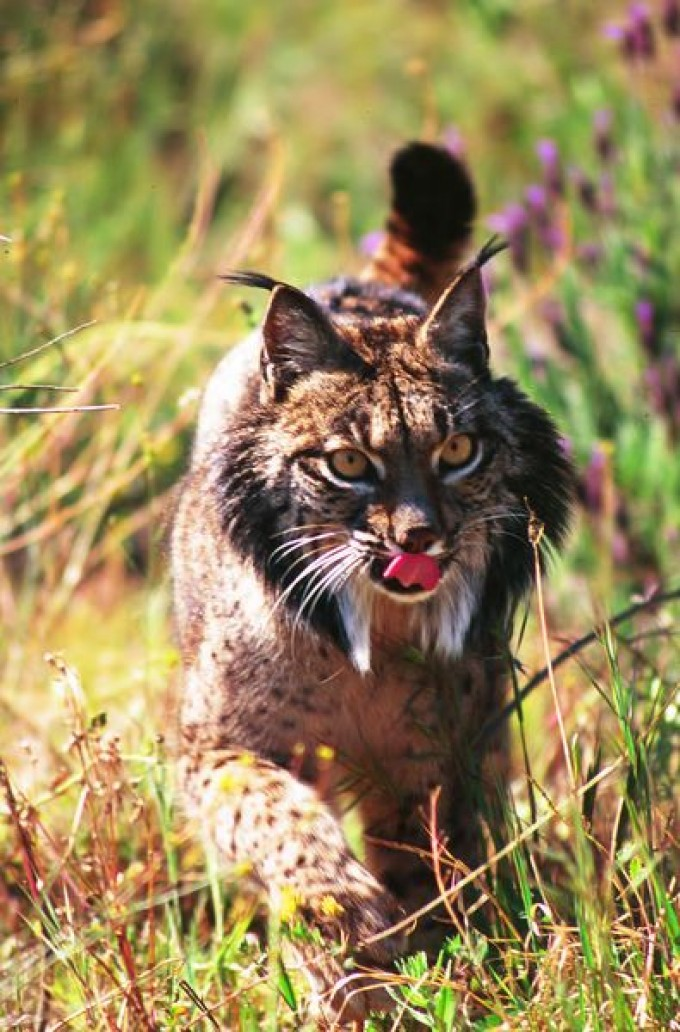
Lince ibérico en Doñana.

Estudió Ciencias Biológicas en la Universidad Complutense de Madrid; tras licenciarse en 1969 realizó la tesis doctoral en Doñana, que finalizó en 1977; dicha tesis trató sobre la ecología trófica del lince ibérico. Durante el tiempo que estuvo realizando la tesis, estuvo mano a mano con Félix Rodríguez de la Fuente, quien le enseñó a escribir, consiguiendo que los lectores se enganchasen a las historias. Más tarde fue nombrado director de la Estación Biológica de Doñana, perteneciente al Consejo Superior de Investigaciones Científicas, desde 1988 hasta 1996. Firmó, asimismo, el Manifiesto de Tenerife, en 1983, texto precursor del ecologismo político en España.

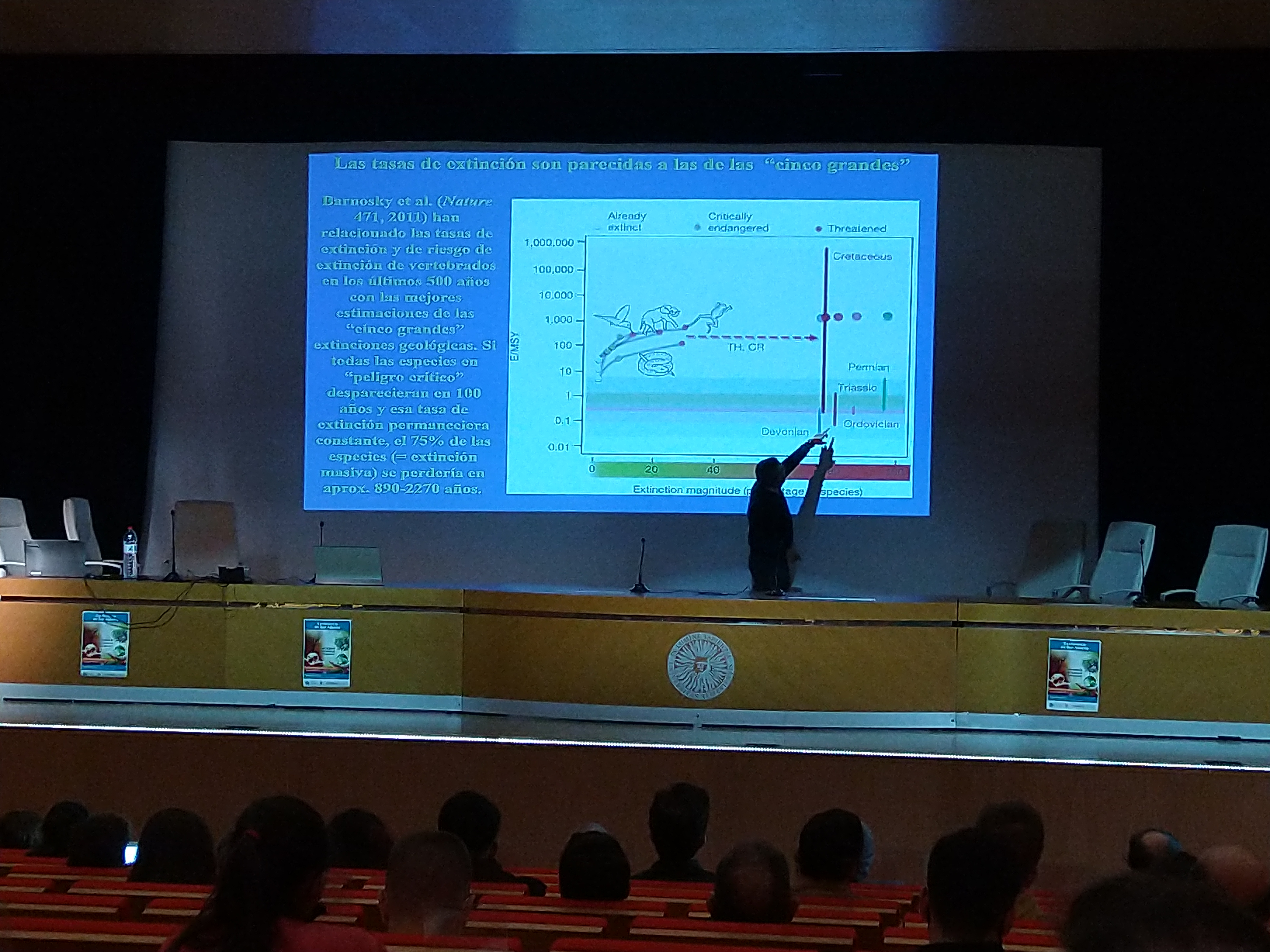
Miguel Delibes impartiendo una conferencia en la Universidad de Almería.

Ha desarrollado una extensa labor como miembro de la Unión Internacional para la Conservación de la Naturaleza, trabajando en diversos grupos de investigación en España, Argentina y México y siendo asesor de la Cumbre de Río que trató la biodiversidad en 1992. Es presidente de la Sociedad Española para la Conservación y Estudio de Mamíferos.
Sus trabajos de campo y estudios científicos se han plasmado en multitud de obras (libros, artículos, etc.) de carácter científico, requisito indispensable para ser reconocido como científico relevante. Es también notable su faceta como divulgador iniciada en sus años de juventud con Félix Rodríguez de la Fuente, trabajando como redactor de la Enciclopedia Salvat de la fauna y en otras obras importantes.
Dirige el Grupo de Ecología de Carnívoros de la Estación Biológica de Doñana, donde estudia el lince ibérico dentro de los programas de protección de la especie en peligro de extinción.
En 2013 fue nombrado por el Consejo Superior de Investigaciones Científicas (CSIC) nuevo presidente del Consejo de Participación de Doñana, sucediendo en el cargo a Felipe González.

## Premios y reconocimientos
En 2001 recibió el Premio Nacional de Medio Ambiente Félix Rodríguez de la Fuente.Un año después obtuvo el Premio de la Junta de Castilla y León de Protección Ambiental
En 2003 recibió el Premio Rey Jaime I de Protección del Medio Ambiente de la Generalidad Valenciana.Y en 2005 el Premio Nacional Alejandro Malaspina en Ciencias y Tecnologías de los Recursos Naturales:

Por la relevancia y calidad científica de sus aportaciones al conocimiento de la biología y ecología de los mamíferos, por la coherencia de su dilatada carrera investigadora y por su decisiva contribución al nacimiento y desarrollo de la biología de la conservación en España.

También ha sido galardonado con el Premio del Mérito a la Conservación del WWF internacional.Y recibió la Medalla de Andalucía al Mérito Medioambiental en 2022.

## Obra literaria
- Gracias a la vida. La naturaleza indispensable. Ediciones Destino, 2024.[10]
- Pequeño mamífero. Ediciones Martínez Roca, 2017. (Escrito conjuntamente con Adolfo Gómez Papí)[11]
- La naturaleza en peligro. Editorial Destino, 2005.
- La tierra herida: ¿qué mundo heredarán nuestros hijos? Editorial Destino, 2005. ISBN 84-233-3710-3 (Escrito conjuntamente con su padre, Miguel Delibes.[12]).
- Cuaderno de campo de la naturaleza española. J.M.Reyero editor, 1995.
- La caza de la perdiz roja en España. Editorial Destino.
- Los mamíferos. Editorial PENTHALON SA. ISBN 84-85337-67-0

## Algunas publicaciones científicas
Es autor de más de un centenar de artículos científicos, entre los que destacan:
- Fernández, N; Paruelo, J; Delibes, M. 2010. Ecosystem functioning in protected and transformed Mediterranean environments: a remote sensing classification of the Doñana region, Spain. Remote Sensing of Environment 114(1): 211-220
- Centeno-Cuadros, A; Delibes, M; Godoy, JA. 2009. Phylogeography of Southern Water Vole (Arvicola sapidus): evidence for refugia within the Iberian glacial refugium? MOLECULAR ECOLOGY doi: 10.1111/j.1365-294X.2009.04297.x
- Centeno-Cuadros, A; Delibes M; Godoy, JA. 2009. Dating the divergence between southern and European water voles using molecular coalescent-based methods. Journal of Zoology 279 (4): 404 - 409. DOI 10.1111/j.1469-7998.2009.00632.x
- Fedriani, JM, Delibes, M. 2009. Functional diversity in fruit-frugivore interactions: a field experiment with Mediterranean mammals. Ecography 32(6): 983 - 992. Doi: 10.1111/j.1600-0587.2009.05925.x
- Fedriani, JM, Delibes, M. 2009. Seed dispersal in the Iberian pear, Pyrus bourgaeana: A role for infrequent mutualists. ECOSCIENCE 16(3): 311-321
- Alcaraz-Segura, D; Cabello, J; Paruelo, JM; Delibes, M. 2009. Use of Descriptors of Ecosystem Functioning for Monitoring a National Park Network: A Remote Sensing Approach. Environmental Management 43: 38-48. DOI 10.1007/s00267-008-9154-y
- Real, R; Barbosa, AM; Rodríguez, A; García, FJ; Vargas, JM; Palomo, LJ; Delibes, M. 2009 Conservation biogeography of ecologically interacting species: the case of the Iberian lynx and the European rabbit. Diversity and Distributions 15: 390–400. DOI 10.1111/j.1472-4642.2008.00546.x
- Delibes, M. 2009. El lince ibérico de ayer a mañana Pp. 515-517 in A Vargas, C Breitenmoser, U Breitenmoser (eds). Iberian Lynx Ex situ Conservation: An Interdisciplinary Approach. Fundación Biodiversidad, Madrid, Spain
- Delibes, M. 2009. Límites naturales del tamaño de la población humana. Temas para el Debate, 180: 26-30.
- Fedriani, JM; Delibes, M. 2009. Dispersión de semillas por mamíferos en Doñana: beneficios del mutualismo y consecuencias para la conservación del parque nacional. Páginas 249-262 en Ramírez, L, Asencio, B. (eds). Proyectos de Investigación en Parques Nacionales 2005-2008. Organismo Autónomo de Parques Nacionales, Madrid
- Delibes, M; Cabezas, S; Jiménez, B; González, MJ. 2009. Animal decisions and conservation: the recolonization of a severely polluted river by the Eurasian otter. ANIMAL CONSERVATION 12(5): 400-407. Doi 10.1111/j.1469-1795.